# 群聯電子
群聯電子股份有限公司（英語：Phison Electronics Corporation），簡稱群聯電子，成立於2000年。總公司設在台灣竹南鎮，是一家台灣的IC設計公司，該公司主要產品為NAND快閃記憶體控制晶片、製造和銷售，應用於隨身碟、記憶卡、固態硬碟（SSD）。